# Статуя фараона Аменемхета III
Статуя фараона Аменемхета III — давньоєгипетська гранітна скульптура ХІХ століття до н. е.

## Формування фонду старожитностей Єгипту
Майже 90 років Імператорський Ермітаж, заснований 1764 року як приватна царська колекція, не мав значущої колекції старожитностей Єгипту. Зацікавленість прийшла лише після галасливою кампанії Наполеона в арабський Єгипет та вивезення звідти старожитностей, скульптур, творів стародавнього мистецтва з каменю, бронзи, дерева, зразків епіграфіки тощо.
Але старожитності далекої країни в Санкт-Петербург привозили. 1826 року Петербурзька Академія Наук придбала єгипетську колекцію Карло Оттавіо Кастільйоне в місті Мілан і перевезла в російську столицю. Олексій Норов привіз добре збережену скульптуру левоноголової богині Сехмет з некрополю міста Фіви в Петербург. Але скульптура нікого з можновладців не зацікавила і її байдуже поставили під сходи в Академії мистецтв. Зате два єгипетські сфінкси фараона Аменхотепа III велетенського розміру прикрасили набережну біля Академії мистецтв ще у 1932 році. Свою збірку старожитностей Єгипту мала петербурзька Кунсткамера, але вона була невеликою. Приватні збірки старожитностей Єгипту в столиці імперії мали також графиня Олександра Лаваль та герцог Максиміліан Лейхтенберзький.
Гранітну скульптуру фараона Аменемхета III Імператорський Ермітаж отримав лише 1862 року.

## Опис
Скульптура висічена з єдиної брили граніту чорного кольору, а статична і урочиста поза фараона зберегла первісну форму тої брили. Фараон сидить прямо, поклавши долоні на стегна. Його голову прикрашають строката хустка й зображення змії. Фараон сидить на узвишші, що уособлює трон. Фасадну сторону трону прикрашають написи ієрогліфами з переліком титулів фараона, що надало можливість ідентифікувати особу. Образ мало ідеалізований, а обличчя відтворене з портретністю, з майстерністю, яка була притаманна тогочасному скульпторові. Готову скульптуру довго і ретельно шліфували, що додало виразності офіційному зображенню верховного володаря. Скульптура дійшла до нашого часу пошкодженою — відколоті задня частина трон, ступні і частка правої руки фараона, голівка змії на голові єгипетського царя. Практично не пошкоджене обличчя Аменемхета III.